# Пастушок окінавський
Пастушок окінавський (Hypotaenidia okinawae) — вид журавлеподібних птахів родини пастушкових (Rallidae).

## Поширення
Вид є ендеміком острова Окінава (Японія), де він приурочений до повіту Кунігамі у північній частині острова. Він зустрічається у різноманітних середовищах існування, включаючи первинні та вторинні, вічнозелені та широколисті субтропічні ліси, часто з густим підліском папороті, поблизу струмків, басейнів або водойм і культивованих територій поблизу лісу.

## Опис
Окінавський пастушок має приблизно 30 см у довжину, розмах крил 50 см і важить приблизно 435 г. Він майже зовсім не здатний літати, має дуже короткі крила і хвіст. Великий дзьоб яскраво-червоний, з білуватим кінчиком. Довгі міцні ноги червоні, як і райдужка та навколоочне кільце. Верхні частини оливково-коричневі, а нижні — чорні з тонкими білими смугами. Обличчя чорне, з білою плямою між дзьобом і оком і білою лінією, що тягнеться від ока до боків шиї. Підхвістя темно-коричневе зі світлими смугами.

## Спосіб життя
Окінавський пастушок погано літає, але здатний швидко бігати. Більшу частину часу проводить на землі, але зазвичай спить на деревах, на гілці або похилому стовбурі, до якого дістається, лазячи. Зазвичай він блукає в густому підліску, але також виходить на відкриті місця, щоб скупатися. Він занурюється у воду на 2-4 хвилини, перш ніж очищати оперення ще на 4-20 хвилин. Харчується ящірками, земноводними, равликами та великими комахами, такими як сарана. Здобич майже завжди ловлять на лісовій підстилці, але також і на мілководді.
Ці пари моногамні і, здається, залишаються разом на все життя. Гніздо з листя, трави та листя папороті будує на землі. Яйця відкладаються з травня по липень, кожна кладка складається з 2-4 штук . Вони мають овальну форму і білий колір, навколо великого полюса зосереджені червонуваті, рожеві або коричневі цятки.